# Monkinie
Monkinie – wieś w Polsce położona w województwie podlaskim, w powiecie augustowskim, w gminie Nowinka.
Wieś duchowna położona była w końcu XVIII wieku w powiecie grodzieńskim województwa trockiego.
W latach 1954–1971 wieś należała i była siedzibą władz gromady Monkinie, po jej zniesieniu w gromadzie Nowinka. W latach 1975–1998 miejscowość administracyjnie należała do województwa suwalskiego.
Miejscowość jest siedzibą parafii rzymskokatolickiej, należącej do dekanatu Augustów - Matki Bożej Królowej Polski, diecezji ełckiej.

## Historia
Według spisu powszechnego z 30 września 1921 r. w Monkiniach w 14 budynkach mieszkalnych mieszkały 73 osoby (33 mężczyzn i 40 kobiet). Wszyscy byli wyznania rzymskokatolickiego oraz narodowości polskiej.

## Zabytki
- Drewniany kościół parafialny pod wezwaniem MB Anielskiej, 1922-1924, nr rej.: 502 z 20.06.1986[9].